# Governo Dehaene I
Il Governo Dehaene I è il governo federale del Belgio tra il 7 marzo 1992 e il 23 giugno 1995, durante la 48ª legislatura.

## Storia del mandato
Guidato dal nuovo Primo Ministro fiammingo democristiano Jean-Luc Dehaene, il governo è formato e sostenuto da una coalizione tra il Partito Popolare Cristiano (CVP), il Partito Socialista (PS), il Partito Socialista Differente (SP) e il Partito Sociale Cristiano (PSC). Insieme, hanno 120 rappresentanti su 212, ovvero il 56,6% dei seggi nella Camera dei rappresentanti.
È formato in seguito alle elezioni parlamentari del 24 novembre 1991.
Succede al nono governo del democristiano fiammingo di Wilfried Martens, formato e sostenuto da un'identica coalizione.
Durante le elezioni parlamentari, la maggioranza uscente perde 11 seggi di rappresentanti, ma rimane chiaramente la maggioranza.
Re Baldovino confida al francofono democristiano Melchior Wathelet, poi al liberale fiammingo Guy Verhofstadt, il compito di formare un nuovo esecutivo. Dopo tutto che è fallito, il sovrano chiama il democristiano fiammingo Jean-Luc Dehaene, che riesce a ricostruire la coalizione uscente. Il governo ha giurato in 3 mesi e 12 giorni dopo le elezioni parlamentari.
Il 31 luglio 1993, Baldovino morì dopo 42 anni di regno. Secondo la Costituzione, il governo ha assunto le funzioni reali fino all'adesione al trono di Alberto II nove giorni dopo.
Durante il periodo, le rivelazioni della vicenda Agusta spingono due socialisti, il ministro delle Comunicazioni Guy Coëme e l'allora ministro degli esteri Frank Vandenbroucke, a dimettersi.
Nelle elezioni federali del 1995, Dehaene riuscì a mantenere la sua coalizione di governo e nacque il suo secondo governo.

## Composizione
| Ministro                                                               | Nome                         |  | Partito |
| ---------------------------------------------------------------------- | ---------------------------- |  | ------- |
| Primo ministro                                                         | Jean-Luc Dehaene             |  | CVP     |
| Vice Primo ministro, Comunicazioni e Aziende pubbliche                 | Guy Coëme                    |  | PS      |
| Vice Primo ministro e Affari esteri                                    | Willy Claes                  |  | SP      |
| Vice Primo ministro, giustizia e affari economici                      | Melchior Wathelet            |  | PSC     |
| Finanze                                                                | Philippe Maystadt            |  | PSC     |
| Affari sociali                                                         | Philippe Moureaux            |  | PS      |
| Politica scientifica                                                   | Jean-Maurice Dehousse        |  | PS      |
| Commercio estero e affari europei                                      | Robert Urbain                |  | PS      |
| Pensioni                                                               | Freddy Willockx              |  | SP      |
| Affari interni e servizio civile                                       | Louis Tobback                |  | SP      |
| Occupazione e lavoro, incaricato della politica sulle pari opportunità | Miet Smet                    |  | CVP     |
| PMI e agricoltura                                                      | André Bourgeois              |  | CVP     |
| Difesa nazionale                                                       | Leo Delcroix                 |  | CVP     |
| Salute pubblica, ambiente e integrazione sociale                       | Laurette Onkelinx            |  | PS      |
| Bilancio                                                               | Mieke Offeciers-Van De Wiele |  | CVP     |
| Segretario di Stato                                                    | Nome                         |  | Partito |
| Cooperazione allo sviluppo                                             | Erik Derycke                 |  | SP      |

## Rimpasti
Il 4 maggio 1993 Philippe Moureaux è stato sostituito da Bernard Anselme (PS). Laurette Onkelinx è stata anche'ssa sostituita da Magda De Galan (PS) perché è diventata il primo ministro della comunità francese.
Il 5 settembre 1993 Mieke Offeciers-Van De Wiele è stata sostituita da Herman Van Rompuy (CVP). Divenne vice direttore del VEV, uno dei precursori della Voka.
Come risultato dello scandalo Agusta, Guy Coëme si dimise il 23 gennaio 1994. È stato sostituito come vice premier e ministro da Elio Di Rupo (PS). Bernard Anselme si dimise anche quel giorno come ministro federale, perché dovette sostituire Guy Mathot (PS) nel governo vallone, che si era dimesso anche a seguito dello scandalo Agusta. Anselme è stato sostituito da Magda De Galan, che a sua volta è stata sostituita da Jacques Santkin (PS).
Il 18 luglio 1994, Freddy Willockx si dimise dal Parlamento europeo. Gli succedette Marcel Colla (SP).
Il 10 ottobre 1994 Willy Claes fu sostituito da Frank Vandenbroucke (SP) e Louis Tobback da Johan Vande Lanotte (SP). Willy Claes divenne segretario generale della NATO e Tobback divenne presidente del partito.
L'8 dicembre 1994 Leo Delcroix è stato sostituito da Karel Pinxten (CVP). Dovette fare ciò dopo aver scoperto che possedeva una villa nel sud della Francia, a cui i postini avevano lavorato in nero.
Il 23 dicembre 1994 Jean-Maurice Dehousse è stato sostituito da Michel Daerden (PS). Dopotutto, sarebbe diventato sindaco di Liegi.
Il 22 marzo 1995, Frank Vandenbroucke fu sostituito da Eric Derycke (SP).

## Composizione durante il genocidio ruandese
| Ministro                                                               | Nome                  |  | Partito |
| ---------------------------------------------------------------------- | --------------------- |  | ------- |
| Primo ministro                                                         | Jean-Luc Dehaene      |  | CVP     |
| Vice Primo ministro, Comunicazione e Aziende pubbliche                 | Elio Di Rupo          |  | PS      |
| Vice Primo ministro e affari esteri                                    | Willy Claes           |  | SP      |
| Vice Primo ministro, Giustizia e Affari economici                      | Melchior Wathelet     |  | PSC     |
| Finanze                                                                | Philippe Maystadt     |  | PSC     |
| Affari sociali                                                         | Magda De Galan        |  | PS      |
| Politica scientifica                                                   | Jean-Maurice Dehousse |  | PS      |
| Pensioni                                                               | Freddy Willockx       |  | SP      |
| Affari interni e Ufficio pubblico                                      | Louis Tobback         |  | SP      |
| Occupazione e Lavoro, incaricato della Politica sulle pari opportunità | Miet Smet             |  | CVP     |
| Difesa nazionale                                                       | Leo Delcroix          |  | CVP     |
| Commercio estero e Affari europei                                      | Robert Urbain         |  | PS      |
| Salute pubblica, Ambiente e Integrazione sociale                       | Jacques Santkin       |  | PS      |
| Bilancio                                                               | Herman Van Rompuy     |  | CVP     |
| Agricoltura e PMI                                                      | André Bourgeois       |  | CVP     |
| Segretario di Stato                                                    | Nome                  |  | Partito |
| Cooperazione allo sviluppo                                             | Erik Derycke          |  | SP      |